# Seznam osebnosti Tretjega rajha
Seznam pomembnejših oseb Tretjega rajha.

## Seznam

### B
- Martin Bormann

### D
- Karl Dönitz

### F
- WIlhelm Frick
- Hans Fritzsche

### G
- Hermann Göring
- Joseph Goebbels

### H
- Rudolf Hess
- Heinrich Himmler
- Adolf Hitler

### J
- Alfred Jodl

### K
- Ernst Kaltenbrunner
- Wilhelm Keitel

### N
- Constantin von Neurath

### P
- Franz von Papen

### R
- Erich Raeder
- Joachim von Ribbentrop
- Erwin Rommel
- Alfred Rosenberg

### S
- Fritz Sauckel
- Hjalmar Schacht
- Baldur von Schirach
- Arthur Seyss-Inquart
- Albert Speer
- Claus von Stauffenberg
- Julius Streicher